# Sherburne megye
Sherburne megye az Amerikai Egyesült Államokban, azon belül Minnesota államban található. Megyeszékhelye és legnagyobb városa Elk River. Lakosainak száma 97 183 fő (2020. április 1.). Sherburne megye Mille Lacs, Anoka, Wright, Benton, Isanti, Stearns és Hennepin megyékkel határos.

## Népesség
A megye népességének változása:
| Lakosok száma | 88 787 | 89 254 | 89 521 | 90 158 | 91 705 | 97 183 |
|               | 2010   | 2011   | 2012   | 2013   | 2015   | 2020   |